# جانفرانکو بلوتو
جانفرانکو بلوتو (انگلیسی: Gianfranco Bellotto؛ زادهٔ ۲ ژوئیهٔ ۱۹۴۹) بازیکن فوتبال اهل ایتالیا است.
از باشگاه‌هایی که در آن بازی کرده‌است می‌توان به باشگاه فوتبال رجینا، باشگاه فوتبال آسکولی، باشگاه فوتبال مودنا، باشگاه فوتبال برشا، و باشگاه فوتبال سمپدوریا اشاره کرد.